# УПИМЦТ
УПИМЦТ (унифицированный полупроводниково-интегральный модульный цветной телевизор) — серия советских телевизионных приёмников цветного изображения, использующих унифицированные модули. 
Производилась с 1 квартала 1977 года. Телевизоры выпускались под марками «Рубин», «Славутич», «Берёзка», «Кварц», «Иверия», «Чайка», «Рекорд», «Темп», в обозначении содержали цифровые индексы Ц-201, Ц-202, Ц-205, Ц-206, Ц-208, Ц-210, Ц-211, Ц-230.
Первый советский цветной телевизор с экраном большой диагонали 61 см, и даже 67 см, не использующий радиолампы (исключая кинескоп).
В Польше, по советской лицензии, выпускали телевизор Rubin 202p — аналог «Рубина Ц-202».
Потребляемая мощность телевизора модели 201 составляет 200 Вт, 202 — 185 Вт, 208 — 145 Вт.

## Конструкция
В его конструкции впервые в СССР были использованы новые схемотехнические решения, такие как: специально разработанная серия микросхем К174 для бытовой аппаратуры (аналог Philips), более экономичная и пожаробезопасная строчная развёртка с выходным каскадом на тиристорах, сенсорная и псевдосенсорная система выбора программ, всеволновый селектор каналов, модуляция токов лучей кинескопа сигналами основных цветов, питание кадровой развёртки и видеоусилителей от высокочастотного выходного строчного трансформатора, оригинальная схема цветовой синхронизации, формирование некоторых питающих напряжений путём выпрямления импульсов строчной развёртки, широкое применение микросхем для обработки сигнала, и многие другие. Это позволило снизить материалоёмкость, потребляемую мощность, улучшить технологичность при производстве и ремонте, устранить пожароопасность. В телевизорах была заложена возможность установки унифицированного модуля согласования с видеомагнитофоном, также в некоторых моделях было предусмотрено подключение пульта дистанционного управления.
Применение транзисторов, сохранявших свои параметры в течение всего срока службы, и стабилизированных источников питания сделало ненужной оперативную подстройку некоторых параметров изображения, прежде всего — геометрии растра. В УПИМЦТ произошел отход от вывода большого количества вспомогательных регуляторов (типа «линейность вверху») на заднюю панель для доступа потребителя. Единственные выведенные вспомогательные регуляторы, сверху/сбоку с обратной стороны видеоусилителей в верху платы БОС — тумблер отключения цветности, два ползунка «Цветовой тон», и гнездо низкочастотного входа. Большая часть регуляторов была сохранена, но уже требовала для доступа снятия задней крышки и, как правило, откидывания в стороны «дверец» БОС и БР.
В телевизор устанавливался кинескоп 61ЛК3Ц, заимствованный с еще производившихся одновременно с УПИМЦТ ламповыми моделями, с дельтавидным расположением ЭОП. В моделях после 205 использовался 61ЛК4Ц с уменьшенным временем разогрева катодов, больше подходящий для полупроводниковых телевизоров, где высокое напряжение подаётся на анод кинескопа сразу после включения. В этой конструкции, как и в ламповых телевизорах, использовался регулятор сведения типа «треугольник» — активное электромагнитное устройство, надеваемое на горловину кинескопа между отклоняющей системой и цоколем. «Треугольник» подключался жгутом к плате блока сведения (БС), содержащей около 15 регулируемых дросселей и резисторов, а эта плата, в свою очередь — к блоку развертки телевизора.
В более поздних модификациях телевизора нашли применение кинескопы 61ЛК4Ц (также с «треугольной» маской), а также финские 67-сантиметровые кинескопы А67-270Х и 671QQ22 с компланарной маской.
Конструкция телевизора напоминала ранние персональные компьютеры с материнской платой, в которую подобно картам расширения, на разъёмах были вставлены модули обработки сигнала. Это позволяло резко улучшить технологичность при производстве, значительно упростить ремонт, избегая транспортировки телевизора в ателье, просто заменяя модуль на исправный, ремонтируя и настраивая неисправный уже в стационарных условиях. Всего было три больших блока: — блок обработки сигналов БОС (слева от кинескопа, если смотреть сзади со стороны снятой крышки), блок разверток БР (справа) и блок питания (внизу). БОС и БР имели модульную конструкцию с установленными в разъемы главной платы отдельными платами-модулями, и могли раскрываться в стороны, как дверцы. Вне этих плат устанавливались блок сведения — на левой боковой плоскости корпуса, откидывался наружу, как на УЛПЦТ; регуляторы и динамики передней панели, трансформатор питания и навесное оборудование кинескопа (ОС и БС). На цоколе кинескопа устанавливалась небольшая квадратная плата, содержащая панель кинескопа и защитные разрядники.

### Блок обработки сигналов (БОС)
Блок обработки сигналов состоял из следующих унифицированных модулей (УМ):
- Усилитель промежуточной частоты изображения — выделяет и обрабатывает сигналы изображения, звука, автоматической регулировки усиления. Построен на микросхеме К174.
- Автоподстройки частоты гетеродина — подстраивает частоту гетеродина селектора каналов при её изменении
- Усилитель промежуточной частоты звука — выделяет и обрабатывает сигналы звукового сопровождения. Построен на микросхеме К174.
- Усилитель низкой частоты — усиливает сигнал звукового сопровождения. Построен на микросхеме К174УН7.
- Яркостного канала и матрицы — формирует сигнал яркости и его задержку относительно сигналов цветности, производит матрицирование цветоразностных сигналов, регулирует яркость, насыщенность и контрастность изображения, выдаёт сигналы цветов на видеоусилители. Построен на микросхемах К174.
- Детекторов сигналов цветности — переключаются сигналы цветности для модуля яркостного канала и матрицы. Построен на микросхемах К174.
- Обработки сигналов цветности и опознавания — выделяет из видеосигнала цветовые поднесущие СЕКАМ. Построен на микросхемах К174.
- Выходного видеоусилителя — 3 шт. усиливают сигналы цветности и подают их на кинескоп
- Селектора телевизионных каналов СКВ-1 — принимает аналоговый высокочастотный телесигнал и преобразует его в промежуточную частоту. Селектор впервые имел электронную настройку на варикапах и был сразу всеволновым, МВ/ДМВ. Дополнительно устанавливать селектор ДМВ уже не требовалось.

В нём осуществлялся приём телесигнала, его преобразование в радиоканале, выделение промежуточной частоты звукового сопровождения, усиление звука, выделение и генерация синхроимпульсов строчной и кадровой развёрток. Один из модулей БОС назывался Модуль детекторов сигналов цветности, имел две зеркально симметричные схемы с двумя регулируемыми катушками по углам, регулировкой этих катушек устанавливались (с помощью тестового генератора) нули «красного» и «синего» дискриминаторов системы СЕКАМ.
В самом верху БОС располагались три одинаковых модуля видеоусилителя, выполненные на транзисторах КТ940А. От них шли три цветные проводника к плате кинескопа и катодам, четвёртый — белый — проводник шел в том же жгуте к модулятору кинескопа, на него подавались импульсы гашения обратного хода.
За время выпуска телевизоров УПИМЦТ было разработано 5 моделей БОС.
БОС-2 выпускались с первыми моделями телевизоров,
БОС-3 отличались схемой формирования синхроимпульсов. БОС-3, широко применявшаяся до последней модели, и оснащённой, как и БОС-2, селектором каналов СКВ-1.
И малочисленные блоки, БОС-4, для телевизора, оснащавшегося игровой приставкой, где на кроссплате в контактных точках установлены перемычки для внешнего источника воздействия.
БОС-5 вместо СКВ-1 оснащён модулем типа платы радиоканала телевизоров 3УСЦТ для установки ВЧ-блока СК-М-24, а БОС-6 для установки блоков СК-М-24 и СК-Д-24.
Опознавание цвета СЕКАМ использовало аналоговую микросхему К174 в сочетании с триггерами К155. Яркостной канал, дискриминаторы и суммирующая матрица СЕКАМ выполнены на микросхемах К174. В модулях устанавливались также микросхемы производства стран соцлагеря, как правило, чешского TESLA.

#### Усилитель мощности звуковой частоты
Усилитель звука реализован как отдельный модуль под названием «УМ1-3» (его часто ошибочно называют «УМ-1-3») в БОС, выполненный на микросхеме К174УН7 с большим радиатором.
УМ1-3 выполнен на интегральной микросхеме К174УН7, он собран на односторонней печатной плате. На плате размещены: микросхема с теплоотводом, пассивные компоненты (резисторы и конденсаторы) и разъём для сопряжения модуля с блоком обработки сигналов телевизора.
УМ1-3 развивает мощность до 3 Вт на нагрузке сопротивлением не менее 4 Ом.
Максимальное напряжение питания модуля составляет 15 В, и он сохраняет работоспособность (со снижением выходной мощности) при уменьшении питающего напряжения до 7—8 В.
Модули УМ1-3, извлечённые из выброшенных неисправных телевизоров, могут быть использованы радиолюбителями в качестве готовых УМЗЧ в самодельных радиоприёмниках, телевизорах, активных акустических системах, дверных звонках, и других конструкциях. На двух модулях можно собрать стереофонический усилитель.
Недостатком модуля является отсутствие на его плате переходного конденсатора между выходом усилителя и динамической головкой, что приводит к необходимости использования внешнего конденсатора.
Назначение выводов (в модификации модуля без регулировки тембра выводы 1 и 7 оставлены свободными):
1. регулировка тембра;
2. вход;
3. общий провод;
4. положительный полюс напряжения питания;
5. выход (соединяется с громкоговорителем через разделительный электролитический конденсатор);
6. общий провод;
7. регулировка тембра.

##### Характерные неисправности
При использовании модуля в составе телевизора УПИМЦТ возможен выход его из строя при пробое транзистора в стабилизаторе напряжения +15 В в блоке питания телевизора. При такой неисправности стабилизатора напряжение питания модуля возрастает до +20 В, что приводит к выходу из строя микросхемы К174УН7. Эта микросхема также сгорает в результате ошибочного подключения модуля к динамической головке без переходного конденсатора или пробоя этого конденсатора. Включение модуля без теплоотвода на микросхеме также приводит к выходу её из строя. Эта неисправность проявляется в исчезновении звука и устраняется заменой микросхемы с одновременным устранением причины поломки.
Практика показывает, что практически все электролитические конденсаторы модуля, возраст которых более 10 лет, требуют замены. Остальные элементы модуля (резисторы и неэлектролитические конденсаторы) обладают высокой надёжностью, и обычно не выходят из строя.

### Блок развёрток (БР)
Выходной каскад блока строчной и кадровой развёрток выполнен на двух тиристорах КУ221, с трансформатором, установленным прямо на печатной плате.
Строчная развёртка
Высоковольтный вывод к первому аноду шел непосредственно с крупного переменного варистора Фокусировка, установленного прямо в печатный монтаж. В процессе производства блок развертки трижды модернизировался, в сериях Ц-201, 202 применялся БР-11, в котором индикатором неисправностей служила неоновая лампа, располагавшаяся на планке возле ключевых тиристоров.
Следующие модели Ц-202 оснащались БР-12 (эта серия немногочисленна) с измененным модулем управления строчной развертки. В модуле УСР были введены элементы защиты строчной развертки от перегрузок и изменено обозначение модуля как М 3-1-12.
Но из-за невозможности применять этот модуль в других моделях БР (невзаимозаменяемость) был разработан БР-13, в котором на отдельной плате, крепившейся сбоку к кассете БР, была собрана транзисторная схема защиты БР от перегрузок. Блок БР-13 взаимозаменяем с БР-11 и БР-12. БР-13 оснащались модели телевизоров Ц-202/205/206/207. 

Последняя модификация, БР-17 (Ц-208), где схема защиты от перегрузок перенесена на модуль блока питания.
Все БР, кроме БР-12, взаимозаменяемы, и отличаются только напряжением высоковольтного источника питания, которое варьируется от 260 В (БР-11, БР-12 и БР-13) до 160 В в БР-17.
Схема защиты строчной развертки УПИМЦТ контролировала величину высокого напряжения и ток луча кинескопа, и в случае превышения любого из параметров выключала телевизор. Отключение производилось путем создания короткого замыкания в цепи питания строчной развертки (источник 250 В).
Чтобы срабатывание защиты в строчной развертке не привело к выходу из строя блока питания, он имел электронную защиту, отключающую линию 260 В при коротком замыкании.
Электронная система имела самовозврат, через 0,5...1 сек. напряжение 250 В вновь включалось, и если перегрузки больше нет, нормальная работа телевизора восстанавливалась; в противном случае защита снова срабатывала. Работа защиты на слух воспринималась как характерные «прострелы» внутри телевизора. Если перегрузка носила стойкий характер, то для предотвращения дальнейших повреждений и самовозгорания, через 10...15 секунд срабатывал «термический контакт»: мощный резистор нагревался и от него отпаивался подпружиненный провод питания строчной развёртки.
Кадровая развёртка
Задающий генератор
Задающий генератор обеих разверток — плата-модуль с микросхемой. Также в БР устанавливался модуль с подстроечными дросселями «коррекции подушки» и модуль выходного каскада кадровой развертки (на мощных транзисторах).
Умножитель
Анодное напряжение кинескопа поступало с умножителя УН8.5/25-1.2, унифицированного узла, применявшегося также в телевизорах УЛПЦТИ. Умножитель был одним из самых ненадежных узлов телевизора, по всей видимости, из-за сложностей с освоением в массовом производстве высоковольтных кремниевых диодов, а также применением селеновых диодов. В поздних моделях умножителя  (УН9/27-1,3) диоды были кремниевые и они были более надёжные.

### Блок сведения лучей (БС)
Плата блока сведения лучей кинескопа, как и на более старых ламповых моделях, располагалась под пластиковой крышкой с левого (противоположного громкоговорителю) бока корпуса, крепилась к декоративной пластиковой крышке и откидывалась наружу вместе с ней.
Регулировка сведения лучей требовала совмещения в правильном порядке всех 15 элементов при наличии на экране испытательного сигнала («сетки»), который получался либо от внешнего генератора, либо с передаваемого несколько часов (примерно 11 по 14 часов дня) по 2-й программой ЦТ сигнала.

### Селектор каналов
В телевизорах применялся всеволновый (МВ/ДМВ) селектор каналов СКВ-1, установленный в блоке обработки сигналов. На последних моделях использовались раздельные селекторы метровых и дециметровых волн СК-М-24 и СК-Д-24. Селекторы каналов управлялись сигналами «диапазон» и «питание варикапов», подаваемыми с устройства выбора программ СВП блока управления.

### БУ и СВП
В телевизоре использовалось система выбора программ СВП на 6 каналов с сенсорным и псевдосенсорным управлением. В первых моделях телевизоров (ранние экземпляры Ц-201) применялись сенсорные блоки СВП-3, сильно подверженные ошибкам переключения из-за помех. Следующие модели (последующие экземпляры Ц-201, а также Ц-202 и выше) выходили с псевдосенсорными блоками переключения на контактных группах СВП-4, СВП-4-1.
Система СВП-4 реализована на ИМС ТТЛ К155, опрашивающей контакты с большой частотой через дешифратор, для индикации использовались неоновые лампы. От платы шли провода «Питание варикапов» (от потенциометра выбранной кнопки) и «Диапазон» (от её перемычек) к селектору каналов. Весь блок управления выдвигался при нажатии, для доступа к перемычкам выбора диапазонов и подстроечным резисторам настройки на канал. Одновременно при выходе блока вперёд отключалась АПЧГ, однако у некоторых телевизоров АПЧГ выключалась вручную кнопкой. У отдельных заводов-изготовителей были недоработки с кнопками переключения программ: они были пластиковые и по центру имели декоративные металлические вставки. При этом кнопка не изолировала вставку и если телезритель переключал программу кнопкой и случайно касался экрана, часто происходил пробой микросхемы дешифратора. Если же рядом висел новогодний дождик и происходило его одновременное касание экрана и кнопки, то вероятность пробоя была почти 100%. Такое было в телевизоре "Славутич Ц202Д" 1982-1983 годов выпуска. В дальнейшем кнопки были заменены на такие, где вставка была изолирована.

### Блок питания
Блок питания (БП) содержал главным образом крупные конденсаторы фильтров, диодные выпрямители и мощный трансформатор ТС-250.
Блоки питания первых моделей телевизора (Ц-201) имел обозначение БП-11, им вырабатывалось напряжение питания +12 В для питания потребителей в БОС и БР, +15 В для питания канала звука в БОС и −12 В для управления поддиапазонами в СВП.
Также напряжения +260 В для питания строчной развертки БР и +180 В для питания блока СВП-3.
Блок состоял из трех модулей: модуль +15 В, модуль +12 В и модуль блокировки для защиты выходной ступени строчной развертки.
В моделях Ц-202 начали применять БП-13, сохранив модульность и понизив напряжение питания СР с +260 В до +250 В.
Следующая модернизация БП это БП-15, в котором формирователи питания +12В и +15В собраны на плате БП. Для уменьшения габаритов БП стали применять комбинированные электролитические конденсаторы, включающие в себя до пяти конденсаторов.

## Достоинства и недостатки
В сравнении с другими унифицированными телевизорами, выпускавшимися отечественной промышленностью, к достоинствам УПИМЦТ можно отнести следующие:
- Телевизор намного быстрее входил в рабочий режим (требовалось только время на накал кинескопа и разогрев катодов).
- Отсутствие радиоламп, широкое применение микросхем и новые схемотехнические решения привели к резкому сокращению потребляемой мощности (приблизительно в 1,5 раза по сравнению с ламповыми цветными телевизорами УЛПЦТИ), что сократило и тепловыделение, практически устранив пожароопасность.
- Благодаря снижению материалоёмкости телевизор весил около 45-50 кг, в то время как ламповые весили больше 60 кг.
- Случаи пожаров, нередкие с телевизорами УЛПЦТ (наиболее опасны были модели с индексами 703—710, в которых применялся блок развёрток БР-1), с УПИМЦТ практически не происходили; от возгораний телевизор защищал термический легкоплавкий контакт в блоке питания.
- Также УПИМЦТ превосходил ламповых предшественников по качеству изображения. Почти все напряжения питания телевизора были стабилизированными, что делало его гораздо менее чувствительным к изменениям напряжения питающей сети 220 В. Ставшие к тому времени весьма популярными в местах с нестабильным напряжением электросети феррорезонансные стабилизаторы напряжения сети стали не нужны для нового телевизора.

Недостаток УПИМЦТ — крайне малая надёжность узлов строчной развёртки (тиристоров серии КУ221 и умножителя), от 201 модели, до последней - 208-й.

## Диагноз-тестер
Для УПИМЦТ выпускался Диагноз-тестер — прибор для экспресс-проверки состояния узлов. Он подключается к разъёму X3 на кроссплате блока развёрток телевизора со стороны печатных проводников.
Прибор содержит десять светодиодов, подключаемых к цепям телевизора, параметры которых подлежат контролю, через цепочки из диодов и резисторов, подобранных таким образом, чтобы при соответствии всех параметров норме яркость свечения всех светодиодов была одинаковой.
При этом контролируются на соответствие норме следующие напряжения и сигналы в цепях телевизора:
- напряжения +12 В, +15 В, и +250 В, вырабатываемых блоком питания;
- напряжения −18 В, +24 В и +220 В, вырабатываемых блоком строчной развёртки;
- амплитуды пилообразных напряжений на выходах блоков кадровой и строчной развёртки;
- Наличие запускающих импульсов прямого и обратного хода тиристоров блока строчной развёртки.

Более сложный диагноз-тестер содержал 14 светодиодов и 4 транзистора.
Преимущества: Удобство использования, быстрое определение модуля, в котором расположен неисправный элемент.
Недостатком является невозможность точного измерения параметров контролируемых напряжений и сигналов, что в сложных случаях ремонта требует применения дополнительных приборов: осциллографа и тестера.